# Luiz Felipe Lampreia
Luiz Felipe Palmeira Lampreia (Rio de Janeiro, 19 d'octubre de 1941-ibídem, 2 de febrer de 2016) va ser un sociòleg i diplomàtic brasiler.
Va ser ambaixador a Paramaribo (Surinam), a Lisboa (Portugal) i a Ginebra (OMC i altres organismes internacionals). Va ser a més Secretari General del Palau d'Itamaraty (1992-1993) i Ministre de Relacions Exteriors al govern de Fernando Henrique Cardoso entre 1995 i 2001.
Va exercir com a ambaixador i professor associat de Relacions Internacionals en l'Escola Superior de Propaganda e Marketing de Rio.